# Pirâmide alimentar

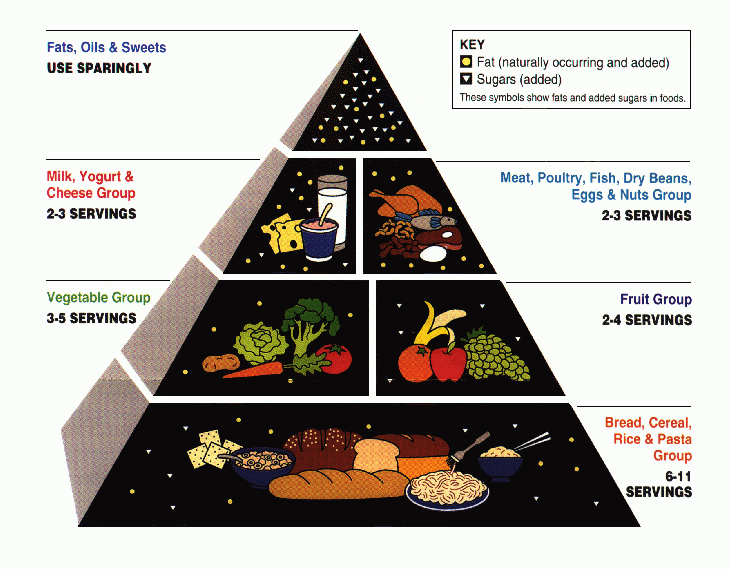
Pirâmide alimentar original do Departamento de Agricultura dos Estados Unidos

A pirâmide alimentar  é um instrumento, sob a forma gráfica, que visa orientar as pessoas para uma dieta mais saudável. É um guia alimentar geral que demonstra como deve ser a alimentação diária para uma população saudável, acima de 2 anos de idade.
Cada parte da pirâmide representa um grupo de alimentos e o número de porções recomendadas diariamente. Na alimentação diária, devemos incluir sempre todos os grupos recomendados para garantir os nutrientes que nosso organismo necessita. Os alimentos que precisam ser consumidos em maior quantidade estão na base da pirâmide; os que precisam ser consumidos em menor, no topo.
Para sabermos o número correto de porções diárias a serem ingeridas de cada grupo de alimentos, é necessário observar as calorias diárias que cada indivíduo necessita.
Portanto, é necessário que o profissional da área de nutrição planeje o programa alimentar, pois este varia conforme o sexo, peso, idade, altura e necessidades individuais. Em média, a maioria dos indivíduos necessita de, pelo menos, um número mínimo de porções dentro das variações recomendadas.

## Pirâmide antiga
Em 1992 , o Departamento de Agricultura dos Estados Unidos (o DAEUA), montou o primeiro esquema em forma de pirâmide. Nele, incentivava-se a ingestão de carboidratos - como massas, pães e cereais - em vez de gorduras.
Essa pirâmide dividida em oito grupos que se localizavam entre quatro andares visava que o principal alimento a ser consumido deveria ser os carboidratos, seguido pelas frutas e hortaliças, em sequência Laticínios, junto com carnes e leguminosas. No topo da pirâmide, os alimentos que deveriam ser raramente ingeridos: doces e gorduras e alimentos com alto índice de proteínas.
Sobre a pirâmide, nos anos 90, chegou-se à conclusão de que poderia ser prejudicial à saúde por vários motivos, como declarar a gordura totalmente prejudicial à saúde, quando, na verdade, possui alguns tipos, como o azeite de oliva, que, quando consumidos em quantidade ideal, não prejudicam a saúde. Essa primeira pirâmide é muitas vezes confundida com a pirâmide da dieta mediterrânea, apresentada pela primeira vez num congresso científico de 1993 em Boston 

## Pirâmide nova
A pirâmide alimentar é também conhecida como pirâmide funcional, baseada em alimentos saudáveis, ou seja, sua dieta tem como objetivo a ingestão de vitaminas, sais minerais, fibras e etc, que atuam no bom funcionamento de todo o organismo. A pirâmide nova contém sete grupos apenas.
- A base da pirâmide é formada por controle de peso e exercícios físicos. Um andar acima, alimentos integrais que esbanjam de fibras e óleos vegetais que contenham HDL, lipoproteína de alta densidade. No andar seguinte, encontramos vegetais e frutas, que também fornecem fibras e vitaminas. No quarto andar, oleaginosas e leguminosas, que são importantes fontes de vitamina, minerais e proteína. Em especial, nesse andar temos os antioxidantes, que previnem alguns problemas de saúde.
- Peixes, ovos e aves formam o quinto andar, que é rico em proteínas e o ovo rico em colesterol. No 6 andar, quase no topo, está presente o suplemento de cálcio, que pode vir de leite e derivados. Por fim, no topo, os grãos refinados ricos em carboidratos e a carne vermelha que contém gorduras saturadas.

Nessa organização, podemos perceber que os alimentos foram melhores divididos, pois, na pirâmide antiga, os carboidratos ficavam na base; na nova, o grupo foi separado em dois e um deles fica na base e outro no topo, isso também ocorre com as gorduras.